# Linie následnictví brunejského trůnu
Následnictví brunejského trůnu je dáno řádem agnatické primogenitury v mužském potomstvu sultána Hašima Jalílula Aláma Akamaddína, ideálně z otce na nejstaršího syna. Pouze mužské potomstvo v mužské linii může být následníkem trůnu (de facto Salické právo, vzhledem k místním podmínkám musí být panovník samozřejmě muslimské sunnitské víry). Tento systém následnictví je typický pro muslimské země. Následnický brunejského trůnu je zakotveno v Brunejské ústavě. Synové sultána, kteří jsou potomky urozených manželek mají v následnictví přednost před syny s prostými ženami.

## Současná linie následnictví
Linie následnictví brunejského trůnu je následující:
Hášim Jalílul Alám Akamaddín Bolkiah → Muhammad Jamalul Alám II. → Omar Alí Saífuddín III. → sultán Hassanal Bolkiah
1. korunní princ Al-Muhtadee Billah - (* 1974), nejstarší syn sultána Hassanala (s první ženou)
2. princ Abdul Muntaqim Bolkiah - (* 2007), nejstarší syn korunního prince
3. princ Abdul Malik Bolkiah - (* 1983), mladší syn sultána Hassanala (s první ženou)
4. princ Haji 'Abdu'l 'Azim Bolkiah - (* 1982), třetí syn sultána Hassanala (s druhou ženou)
5. princ Abdu'l Mateen Bolkiah - (* 1991), čtvrtý syn sultána Hassanala (s druhou ženou)
6. princ Anak 'Abdu'l Waqeel - (* 2006) - pátý syn sultána Hassanala (s třetí ženou)

Dále v pořadí následnictví jsou sultánovi bratři a synovci.